# وزغ ورقي أجش
وزغ ورقي أجش (الاسم العلمي: Saltuarius salebrosus) (بالإنجليزية: Rough-throated Leaf-tail Gecko)‏ هو نوع من الزواحف يتبع جنس الوزغ الورقي من الفصيلة الوزغية.